# On ne peut pas plaire à tout le monde
On ne peut pas plaire à tout le monde, également connue son l'acronyme ONPP, est une émission de télévision française diffusée en direct sur France 3 du 6 octobre 2000 au 11 juin 2006 et présentée par Marc-Olivier Fogiel.

## Diffusion
Du premier au dernier numéro, l'émission a été diffusée sur France 3.

### Généralités
Du 6 octobre 2000 au 29 juin 2001, l'émission est diffusée le vendredi soir en troisième partie de soirée aux alentours de 23 h 35 (avec une rediffusion deux jours après, le dimanche après-midi à 13 h 30). 
Elle passe en deuxième partie de soirée (vers 22 h 50 - 23 h) toujours le vendredi soir du 7 septembre 2001 au 17 décembre 2003.
Du 18 janvier 2004 au 11 juin 2006, l'émission est diffusée le dimanche soir en première partie de soirée.

### Rediffusion etbest-ofs
Au début de 2001, l'émission bénéficie d'une rediffusion le dimanche sous forme de best-of d'une heure à partir de 13 h 30.
Lors des étés 2002 à 2005, des best-ofs de l'émission sont diffusés en deuxième partie de soirée (le mardi la première année puis le vendredi) : 
- ONPP vu de la plage (2002 et 2003) puis ONPP vu du désert (2004) présentés par Ariane Massenet, Stéphane Blakowski et Alexis Trégarot.
- ONPP vu du bocal avec des « poissons animés » dénommés Marco-Marco et Monguy, représentant Marc-Olivier Fogiel et Guy Carlier, qui eux-mêmes prêtent leurs voix aux personnages.

## Principe
L'animateur y recevait des personnalités de tous milieux (cinéma, musique, politique, etc.), sous forme de talk-show au ton résolument polémique.
Lors de la première émission, l'animateur évoquait que l'objectif était de revenir sur « tout ce qui ne le laisse pas indifférent , tout ce qui fait réagir »,.
À l'origine, l'émission devait s'appeler Quelle semaine !, le nom définitif de l'émission fait suite à une proposition de Christophe Dechavanne.

## Co-animation et chroniqueurs
| Ariane Massenet    | Ariane Massenet   | Ariane Massenet   | Ariane Massenet | Guy Carlier         | Guy Carlier         |
| Secondaire         |                   |                   |                 |                     |                     |
| Stéphane Blakowski |                   |                   |                 |                     |                     |
| Alexis Trégarot    |                   |                   |                 |                     |                     |
| Delphine Cantelli  | Delphine Cantelli | Delphine Cantelli |                 | Jean-Michel Aphatie | Jean-Michel Aphatie |

## Parodies
- On ne peut pas plaire à tout le monde a été parodiée dans un numéro spécial de l’émission On a tout essayé animée par Laurent Ruquier. Cette version, présentée par Gérard Miller dans le rôle de Marc-Olivier Fogiel, s'appelle On ne peut pas en placer une. Comme son titre l'indique, cette émission consiste à empêcher l'invité de prendre la parole.
- Les Nous C Nous ont également parodié cette émission[Quand ?].
- Le titre de l'émission a aussi été détourné par des humoristes et imitateurs tels que Nicolas Canteloup en On peut déplaire à tout le monde et On peut vraiment se fâcher avec tout le monde[réf. nécessaire].

## Arrêt
Le 11 juin 2006, l'émission s'arrête avec le départ de Marc-Olivier Fogiel sur M6 pour une nouvelle émission T'empêches tout le monde de dormir.

## Controverses
Le 1er décembre 2003, l'humoriste Dieudonné fait un sketch où il apparaît déguisé en colon israélien paranoïaque qui soupçonne l'un des invités, l'humoriste Jamel Debbouze, d'être un terroriste islamiste, un « Moudjahidine du rire » cachant sous son blouson une « bombe artisanale », et évoque un axe américano-sioniste, ponctuant son dernier mot « IsraHeil » d'un salut nazi. Cette prestation controversée et passée en direct, que Marc-Olivier Fogiel regrettera d'ailleurs par la suite avec le recul), provoque un tollé général d'associations juives luttant contre l'antisémitisme.
Marc-Olivier Fogiel et France 3 ont été condamnés début octobre 2005 par le tribunal correctionnel de Montpellier pour « complicité d'injure raciale envers un particulier » pour un SMS à caractère raciste destiné à Dieudonné et diffusé après le sketch de ce dernier : « Dieudo, ça te ferait rire si on faisait des sketches sur l'odeur des blacks ? ». Ce SMS provenait en fait d'un collaborateur de Laurent Bon, rédacteur en chef de l'émission, et le tribunal n'a pas admis les explications de Marc-Olivier Fogiel, selon lequel le SMS est issu de plusieurs messages reçus de téléspectateurs qui ont été condensés.
À la suite de cette condamnation, le 9 octobre 2005, l'émission est retardée à cause d'un mouvement de foule sur le plateau de l'émission. Dieudonné a en effet appelé à une mobilisation le dimanche soir à la Plaine Saint-Denis (Seine-Saint-Denis) devant les studios de l'émission diffusée en direct sur France 3, et en réponse une centaine de manifestants se sont présentés sur les lieux, réclamant la démission de Marc-Olivier Fogiel. L'émission a finalement débuté avec près d'une heure de retard depuis un studio annexe.

## Audiences
- La première émission, diffusée le 6 octobre 2000, a réuni 740 000 téléspectateurs selon Médiamétrie, soit 17,1 % de parts d'audience.
- Début 2001, elle réunit en moyenne une part moyenne de 19,8 % de parts de marché malgré un horaire tardif (23h35)[11].
- Lors de sa première émission en 2e partie de soirée le 7 septembre 2001, l'émission a réuni 1,8 million de téléspectateurs et une part moyenne de 25,7 % de parts de marché, à égalité avec Sans aucun doute[12].
- Le 12 mai 2003, lors d'une émission spéciale consacrée à Brigitte Bardot diffusée à 20h50, elle réunira près de 6,3 millions de téléspectateurs pour 30,7 % de part de marché, ce qui constitue le record absolu de l'émission[13].